# Рокледж (Пенсільванія)
Рокледж (англ. Rockledge) — місто (англ. borough) в США, в окрузі Монтгомері штату Пенсільванія. Населення — 2638 осіб (2020).

## Географія
Рокледж розташований за координатами 40°4′56″ пн. ш. 75°5′23″ зх. д. / 40.08222° пн. ш. 75.08972° зх. д. (40.082222, -75.089810).  За даними Бюро перепису населення США в 2010 році місто мало площу 0,90 км², уся площа — суходіл.

## Демографія
Згідно з переписом 2010 року, у селищі мешкали 2543 особи в 1051 домогосподарстві у складі 638 родин. Густота населення становила 2824 особи/км².  Було 1097 помешкань (1218/км²).
Расовий склад населення:
| - 95,8 % — білих - 1,2 % — азіатів - 0,4 % — чорних або афроамериканців |

До двох чи більше рас належало 2,0 %. Частка іспаномовних становила 2,0 % від усіх жителів.
За віковим діапазоном населення розподілялося таким чином: 21,3 % — особи молодші 18 років, 64,9 % — особи у віці 18—64 років, 13,8 % — особи у віці 65 років та старші. Медіана віку мешканця становила 42,1 року. На 100 осіб жіночої статі у селищі припадало 98,8 чоловіків;  на 100 жінок у віці від 18 років та старших — 97,8 чоловіків також старших 18 років.
Середній дохід на одне домашнє господарство  становив 73 496 доларів США (медіана — 61 875), а середній дохід на одну сім'ю — 82 384 долари (медіана — 83 403). Медіана доходів становила 51 279 доларів для чоловіків та 48 958 доларів для жінок. За межею бідності перебувало 6,4 % осіб, у тому числі 6,5 % дітей у віці до 18 років та 15,2 % осіб у віці 65 років та старших.
Цивільне працевлаштоване населення становило 1303 особи. Основні галузі зайнятості: освіта, охорона здоров'я та соціальна допомога — 31,8 %, роздрібна торгівля — 12,9 %, будівництво — 9,4 %, науковці, спеціалісти, менеджери — 8,4 %.